# Whitley Strieber
Œuvres principales
- Wolfen (1978)
- Les prédateurs (1981)
- Communion (1987)

Louis Whitley Strieber, né le 13 juin 1945 à San Antonio au Texas, est un auteur américain d'horreur et de science-fiction. Il est principalement connu pour ses romans Wolfen, Warday et Les Prédateurs, ainsi que Communion (en), un livre dans lequel il relate l'enlèvement par des extraterrestres qu'il aurait vécu.

## Biographie
Whitley Strieber est né à San Antonio, au Texas. Il est le fils de l'avocat Karl Strieber et de Mary Strieber (née Drought). Il a étudié à l'université du Texas à Austin et à la London Film School Technique et a eu ses diplômes dans ces deux écoles en 1968. Plus tard, jusqu'en 1977, il travaille pour plusieurs entreprises publicitaires à New York à la hausse du niveau du vice-président avant de poursuivre une carrière d'écrivain. Actuellement, Whitley Strieber est un catholique pratiquant. Il a été autrefois associé avec la Gurdjeff Foundation. Il quitte bientôt la fondation avant qu'il rapporte les expériences dans l'un de ses romans. Whitley est marié à sa collègue, l'écrivaine Anne Mattocks, ancienne enseignante, dont il a un fils, Andrew, producteur du contenu Internet.

## Évocation littéraire
Dans son ouvrage biographique Mon éducation - Un livre des rêves, l'écrivain William S. Burroughs se souvient avoir lu Communion: A True Story et Breakthrough

## Œuvres

### SérieLes Prédateurs
1. Les Prédateurs (The Hunger, 1981) (J'ai lu, 1983) : adapté au cinéma en 1983 par Tony Scott, avec Catherine Deneuve, David Bowie et Susan Sarandon 

2. Le Dernier Prédateur (The Last Vampire, 2001) (Fleuve Noir, 2004).

3. Le Rêve de l'élite (Lilith's Dream, 2002) (Fleuve Noir, 2004).

### Romans indépendants traduits en français
- Wolfen, dieu ou diable (The Wolfen, 1978) (J'ai Lu, 1982)
- Warday (1984), coauteur avec James (Jim) Kunetka (Éditions Stock, 1984)
- Cat magic (1986) (J'ai Lu, 1988)
- Billy (1990) (Albin Michel, collection Spécial suspense, 1992)
- Animalité (The Wild) (J'ai Lu, 1993)
- Feu d'Enfer (Unholy Fire, 1992) (Albin Michel, 1993)

### Collectif / Anthologies (non traduits en français)
- Blood Thirst: 100 Years of Vampire Fiction, 1997
- Millennium, 1997
- 100 Years of Vampire Fiction de Leonard Wolf (en)
- Masters of Darkness 2, 1988
- Prime Evil, 1988 de Douglas E Winter

### Documents
- Communion (1987) (J'ai Lu, 1988)
- Transformation (1988) (J'ai Lu, 1989)
- Le Grand Dérèglement du Climat ou L'arrivée de la super-tempête (The Coming Global Superstorm, 1999) (coauteur avec Art Bell) (Éditions Le Jardin des Livres, 2005)

## Adaptations au cinéma
- 1981 : Wolfen de Michael Wadleigh
- 1983 : Les Prédateurs (The Hunger)  de Tony Scott
- 1989 : Communion de Philippe Mora
- 1998 : Six Days in Roswell (documentaire)
- 2004 : Thinking XXX (documentaire) de Timothy Greenfield-Sanders (en)
- 2004 : Le Jour d'après (The Day after tomorrow) de Roland Emmerich, d'après Le Grand Dérèglement du Climat (1999)
- 2009 : La Montagne ensorcelée d'Andy Fickman (apparition de Strieber comme figurant)
- 2010 : 2012: The War for Souls  (prévu)
- 2012 : The Nye Incidents  (prévu)
- 2012 : The Grays (prévu)